# Globo FM
Globo FM foi uma emissora de rádio e web rádio brasileira sediada na cidade do Rio de Janeiro, capital do estado homônimo. Pertencente ao Sistema Globo de Rádio, funcionou entre 1973 e 2005 no dial FM 92,5 MHz, quando saiu do ar para dar lugar à CBN Rio de Janeiro. A partir daí, passou a funcionar apenas pela internet, sendo finalmente extinta em 2016 devido as reformulações do SGR.

## História

### Emissora de rádio (1973-2005)
A Globo FM foi fundada em agosto de 1973 por Roberto Marinho, sendo a segunda emissora de rádio FM criada pelas Organizações Globo no Rio de Janeiro. Operando através da frequência 92,5 MHz, a Globo Stereo (como era conhecida até 1978) notabilizou-se por ser a primeira rádio FM com som estéreo. Sua programação era voltada para o público adulto, tocando na maioria das vezes músicas orquestradas, no formato conhecido com easy listening. A rádio funcionava entre as 8h e 1h, tendo a cada hora intervalos com apenas quatro espaços comerciais.
Com o passar dos anos, a Globo FM fez várias alterações na sua programação. Em 1985, foi dirigida por Luiz Antonio Mello, que tentou repetir na emissora a mesma programação de sucesso da Fluminense FM, baseando a programação em soft rock e rock antigo. Porém, devido a interferências no seu trabalho, deixou a emissora no mesmo ano. Na década de 1990, a grade da emissora era composta de vários programas inovadores, como o Radiolla, Jazz+Jazz, produzido e apresentado por Arlindo Coutinho, Conexão Latina, produzido e apresentado por Belinha Almendra, Studio 92, programa de jazz instrumental contemporâneo, produzido e apresentado por Carlos Augusto Mello, e Conexão Rio-Los Angeles. A programação, agora eclética, mesclava ritmos como o jazz, pop e MPB. Na segunda metade da década, a Globo FM passou a repetir a programação da co-irmã 98 FM. Porém com as reclamações dos ouvintes, voltou a ter programação própria poucos dias depois. Em outubro de 1998, passou a investir em clássicos das década de 1970, 80 e 90, além do pop nacional.
Em 2002, a rádio mudou novamente sua programação, passando a apostar no gênero adult contemporary, além de programas jornalísticos. Nessa época, comandaram as playlists nomes como Ruy Jobim, Ricardo Telles, Mário Márcio, Marco Antonio e Jorge Rebello. A rádio também contava com programas temáticos, tais como D'Jazz (apresentado por Luiz Nicolau e Alexandre Araújo), Economia na Prática (com Mauro Halfeld), Vida Saudável (com Cíntia Howlett), Sintonia Fina (com Nelson Motta), Dance Bem (apresentado pelo DJ Rui Taveira), a coluna de política apresentada por Arnaldo Jabor e o Repórter Aéreo (apresentado por Genilson Araújo), com as informações do trânsito.

### Web rádio (2005-2016)
Em 2005, o Sistema Globo de Rádio decidiu pela retransmissão da CBN Rio de Janeiro através do dial FM, de modo a competir diretamente com a recém-inaugurada BandNews FM Fluminense. Com isso, em 4 de julho, a Globo FM deixou de operar nos 92,5 MHz para dar lugar a sua co-irmã, e torna-se uma web rádio. A emissora continuou mantendo sua programação normal, chegando a encabeçar uma rede de emissoras pelo país que contou com afiliadas em Curitiba, Maringá e Caruaru. Em janeiro de 2008, esta rede é descontinuada, e as emissoras passam a ter apenas o nome "Globo FM" licenciado pelo SGR para uso local.
Em setembro de 2012, a Globo FM sofreu mais uma reformulação em sua programação, deixando o estilo adult contemporary e voltando-se para o pop rock. Com isso, o foco passou a ser o público jovem, que já era aproveitado pela concorrente Rádio Cidade. Na nova grade, foi destaque o Classic Rock, apresentado por Ricardo Juarez e produzido por PH Martins, e os tradicionais Dance Bem e Espaço 80, apresentados pelo DJ Rui Taveira, foram renomeados para Pop Rock Party e Pop Rock 80.

### Canal de áudio (2015-2016)
No fim de 2015, o Sistema Globo de Rádio passou por várias reformulações, que incluíram a demissão de vários profissionais. A Globo FM e a sua co-irmã RadioBeat tiveram então suas transmissões via internet descontinuadas em 31 de dezembro, resultando na extinção desta última. A Globo FM continuou disponível através dos canais de áudio das operadoras de TV por assinatura Sky, Oi TV, Claro TV e NET, sendo definitivamente extinta em 15 de março de 2016, para dar lugar à BH FM de Belo Horizonte, Minas Gerais.

## Emissoras licenciadas
A Rede Nordeste de Comunicação operou em Caruaru, Pernambuco a Globo FM entre 1.º de setembro de 2007 e 16 de setembro de 2018, além de outra emissora na capital Recife, entre 12 de janeiro e 31 de agosto de 2013. Hoje, ambas as emissoras são afiliadas à CBN. No Paraná, a Globo FM de Curitiba (controlada pelo GRPCOM) e a Globo FM de Maringá (controlada pelo Grupo Maringá de Comunicação) foram afiliadas da emissora carioca até 2008, tornando-se posteriormente Mundo Livre FM e Mix FM Maringá, respectivamente.
A Globo FM de Salvador, Bahia (operada pela Rede Bahia) sempre manteve identidade visual e programação distintas da emissora carioca desde a fundação em 1988. Ao comemorar 30 anos no ar, passou a ser chamada de GFM, também motivada pela chegada da Rádio Globo ao dial da região. Em São Paulo, a X FM foi conhecida como Globo FM entre 1983 e 1990, como parte de um plano do Sistema Globo de Rádio para a criação de uma rede nacional, que não chegou a ser concretizado. E em Brasília, existiu também entre 1978 e 1993 uma Globo FM, que foi extinta para dar lugar à CBN Brasília.